# Otto Groß
Otto Groß (ur. 12 stycznia 1890 w Karlsruhe, zm. 16 października 1964 tamże) – niemiecki pływak, uczestnik Letnich Igrzysk 1912 w Sztokholmie.
Na igrzyskach w 1912 roku zajął 5. miejsce w wyścigu na 100 metrów stylem grzbietowym.